# Domingo Cisma González
Domingo Cisma González, conegut futbolísticament com a Cisma (nascut el 9 de febrer de 1982 a Sevilla), és un exfutbolista professional andalús que jugava com a defensa. Actualment és entrenador assistent al Reial Oviedo.
Va participar en 182 partits de La Liga durant vuit temporades, amb un total de cinc gols, repartits entre la UD Almeria, CD Numància, Racing de Santander, Atlètic de Madrid i Elx CF.